# Karl von Rosenberg (General, 1828)
Karl Freiherr von Rosenberg (* 28. Februar 1828 in Neuruppin; † 18. April 1891 in Berlin) war ein preußischer Generalleutnant.

## Leben

### Herkunft
Karl war ein Sohn des preußischen Generalmajors Ernst von Rosenberg (1799–1864) und dessen Ehefrau Henriette, geborene von Winterfeldt (1805–1890). Sein Bruder Johann (1844–1913) wurde preußischer Generalmajor.

### Militärkarriere
Rosenberg besuchte die Höhere Bürgerschule in Frankfurt (Oder) sowie die Kadettenhäuser in Wahlstatt und Berlin. Anschließend wurde er am 27. Mai 1845 als Portepeefähnrich dem Kaiser Franz Grenadier-Regiment der Preußischen Armee überwiesen und avancierte bis Mitte März 1846 zum Sekondeleutnant. Nach seiner Teilnahme an der Niederschlagung der Märzrevolution 1848 in Berlin kam er mit seinem Regiment während des Feldzuges gegen Dänemark bei Schleswig ins Gefecht. Ab April 1853 war Rosenberg für vier Jahre zur Schulabteilung des Infanterie-Lehr-Bataillons kommandiert und stieg bis Ende Mai 1859 zum Hauptmann auf. Am 7. Juni 1860 erfolgte seine Versetzung in das neu errichtete 4. Garde-Grenadier-Regiment nach Koblenz, in dem er zwei Monate später zum Kompaniechef ernannt wurde. In dieser Eigenschaft nahm er 1864 im Krieg gegen Dänemark an der Belagerung von Fredericia, dem Gefecht bei Gudsoe sowie dem Sturm auf die Düppeler Schanzen teil und erhielt für sein Wirken den Roten Adlerorden IV. Klasse mit Schwertern.
Im Krieg gegen Österreich führte Rosenberg seine Kompanie 1866 in den Schlachten bei Soor und Königgrätz. Nach dem Krieg stieg er Mitte Dezember 1866 zum Major auf und wurde Ende Mai 1867 Kommandeur des I. Bataillons, dass er im Krieg gegen Frankreich bis zu seiner Verwundung in der Schlacht bei Gravelotte führte. Nach seiner Gesundung nahm er an der Schlacht von Le Bourget sowie an der Belagerung von Paris teil.
Ausgezeichnet mit dem Eisernen Kreuz II. Klasse stieg Rosenberg nach dem Friedensschluss bis Anfang September 1873 zum Oberst auf und wurde am 14. Februar 1874 unter Stellung à la suite mit der Führung des 1. Thüringischen Infanterie-Regiments Nr. 31 in Altona beauftragt. Vom 9. Juni 1874 bis zum 12. Mai 1880 war er Kommandeur dieses Verbandes und wurde anschließend unter Beförderung zum Generalmajor als Kommandeur der 19. Infanterie-Brigade nach Posen versetzt. In dieser Eigenschaft erhielt er im September 1882 den Roten Adlerorden II. Klasse mit Eichenlaub und Schwertern am Ringe und wurde am 15. April 1884 unter Verleihung des Charakters als Generalleutnant mit der gesetzlichen Pension zur Disposition gestellt.
Nach seinem Tod bestattete man ihn am 21. April 1891 auf dem Berliner Friedhof in der Hasenheide.

### Familie
Rosenberg verheiratete sich am 13. Juli 1859 in Frankfurt (Oder) mit Emilie von Wulffen (1838–1860). Sie war eine Schwester des preußischen Generalleutnants Ferdinand von Wulffen (1833–1902). Nach ihrem frühen Tod heiratete er am 4. Januar 1865 in Koblenz Rosalie von Scholten (1837–1918), eine Tochter des preußischen Generalleutnants Wilhelm von Scholten. Aus dieser Ehe gingen folgende Kinder hervor:
- Ernst (* 1865), preußischer Major im 3. Unter-Elsässischen Infanterie-Regiment Nr. 138
- Augusta (* 1870)
- Hans (1873–1911), preußischer Leutnant im  2. Kurhessischen Infanterie-Regiment Nr. 82
- Karl (* 1879), preußischer Hauptmann